# 艘別銭
艘別銭（そうべつせん）は、中世日本の港湾において船舶に課された津料（通行税）の一種。
1艘ごとに銭貨を賦課した。地域や時代によって名称が異なる。畿内の兵庫津や淀津、渚院では艘別銭と呼ばれていたが、関東の品川湊や神奈川湊では、帆別銭（ほべつせん）という名称が用いられ、南北朝時代以後には艘別銭や帆別銭と並んで目銭（もくせん）という名称も用いられた事例がある。
なお他の津料との名称の違いについて、年貢米などの米を輸送する船からは升米を、その他雑物を輸送する船からは米に代えて銭貨を艘別銭・帆別銭として徴収したとする説があるが、確証は存在しない。